# Nguyễn Văn Lang
Nguyễn Văn Lang (chữ Hán: 阮文郎, 1435 - 1513) là tướng lĩnh, đại thần cuối thời Lê Sơ trong lịch sử Việt Nam. Ông tham gia cuộc đảo chính lật đổ vua Lê Uy Mục, phò giúp Lê Tương Dực lên ngôi và dẹp cuộc phản loạn do Trần Tuân lãnh đạo.

## Thân thế
Nguyễn Văn Lang người xã Gia Miêu huyện Tống Sơn, Thanh Hóa; là con Thái úy Nguyễn Văn Lỗ và là em họ Trường Lạc hoàng hậu Nguyễn Thị Hằng - vợ vua Lê Thánh Tông. Con ông là An hòa hầu Nguyễn Hoằng Dụ.

## Giúp Lê Tương Dực giành ngôi
Thời Lê Uy Mục, Nguyễn Văn Lang có tước Nghĩa quận công. Đại Việt sử ký toàn thư nhận xét Nguyễn Văn Lang là người thông thao lược, giỏi binh pháp, khéo xem xét thiên thời, sức khoẻ có thể bắt được hổ.
Vua Lê Uy Mục tàn bạo mất lòng người. Do Nguyễn Thái hoàng thái hậu (tức Trường Lạc hoàng hậu) tỏ ý không ưa Uy Mục, Uy Mục sai người đầu độc sát hại bà nội. Năm 1509, Uy Mục ra lệnh đuổi những người tông thất và công thần về Thanh Hóa. Uy quyền trong triều thuộc về các ngoại thích Khương Trùng và Nguyễn Bá Thắng. Nguyễn Văn Lang là người cùng họ của Nguyễn Thái hậu, cũng trong số những người bị đuổi.
Một đại thần trong họ tông thất nhà Lê là Lê Năng Cẩn không hài lòng, bèn gửi cho Văn Lang một bài thơ khuyên ông đem quân "giết hết bè đảng bạo nghịch". Văn Lang nghe lời, bèn đem nô bộc người Chiêm Thành là Chế Mạn cùng Vũ Bá, Vũ Tiếp hiệu triệu nhân dân ba phủ thuộc Thanh Hóa hội hợp ở thành Tây Đô, rồi đem quân chấn giữ cửa biển Thần Phù.
Đúng lúc đó, một tông thất khác là Giản Tu công Lê Oanh bị Lê Uy Mục giam trong ngục, trốn thoát về Tây Đô. Khi Lê Oanh đi đến cửa biển Thần Phù, Nguyễn Văn Lang đón rước lập làm minh chủ. Những người cùng phe Lê Oanh là Nguyễn Diễn, Ngô Khế, Nguyễn Bá Cao, Lê Trạm cùng là Nguyễn Bá Tuấn, Lê Tung, Nguyễn Thì Ung cùng nhau khởi binh. Lê Oanh và Nguyễn Văn Lang giả xưng là Cẩm Giang vương Lê Sùng, kéo lá cờ chiêu an, tiến quân về đánh kinh thành.
Lê Uy Mục bại trận, bị bắt và bị Lê Oanh giết chết. Đại Việt sử ký toàn thư dẫn một thuyết khác cho rằng khi quân Nguyễn Văn Lang tiến sát kinh thành, Uy Mục chạy ra thôn Cập Hối, xã Đông Cao, huyện Yên Lãng, bị người hành chợ xã ấy đón về nộp cho Nguyễn Văn Lang. Ông đem Uy Mục về quán Bắc Sứ giết chết.

Lê Oanh lên ngôi, tức là vua Lê Tương Dực. Nguyễn Văn Lang được thăng từ tước Nghĩa quận công lên Nghĩa quốc công.

## Tham dự triều chính thời vua Lê Tương Dực
Năm 1511, nhà vua Lê Tương Dực sai Nguyễn Văn Lang đem thuật sĩ ra Đồ Sơn trấn yểm, khi nhà vua nghe đồn rằng phương Đông có sắc khí thiên tử.
Ngày mồng 5, tháng 5, năm 1511, Nguyễn Văn Lang được gia phong làm Khai phủ nghi đồng tam ty, Bình chương quân quốc trọng sự.

## Dẹp loạn Trần Tuân
Năm 1511, Trần Tuân cùng bộ tướng Nguyễn Nghiêm khởi binh chống triều đình tại Sơn Tây, có hàng vạn người. Trần Tuân mang quân đến Từ Liêm uy hiếp kinh thành. Nguyễn Văn Lang cùng Trịnh Duy Sản được Lê Tương Dực sai mang quân ra đánh, nhưng hai tướng bị Trần Tuân đánh bại, phải rút về Đông Ngạc và Nhật Chiêu.
Nguyễn Văn Lang sai tập trung thợ ở các xưởng vũ khí của Bộ Công, bày kỳ binh để làm thanh thế tại Đông Hà bảo vệ cho kinh thành, nhưng đến đêm quân triều đình sợ thế Trần Tuân đều bỏ chạy.
Trần Tuân thắng trận khinh địch, bị Trịnh Duy Sản cùng 30 thủ hạ đột kích vào trại đâm chết. Trịnh Duy Sản sai quân đốt 3 tiếng pháo làm hiệu, cánh quân đến tiếp ứng của Nguyễn Văn Lang xông tới đánh giết. Quân Trần Tuân tan vỡ.

## Qua đời
Năm 1511, sau khi dẹp loạn Trần Tuân, nhà vua sai ông trùng tu Sùng Nho điện ở Quốc tử giám và hai giải vũ, sáu nhà Minh Luân, nhà bếp, phòng kho, cùng làm mới hai nhà bia bên đông và bên tây, mỗi gian đặt một tấm bia bên tả, một tấm bên hữu.
Đầu năm 1513, Nguyễn Văn Lang qua đời. Không rõ năm đó ông bao nhiêu tuổi. Lê Tương Dực nhớ công ông phò tá lên ngôi, tặng phong ông làm Nghĩa Huân Vương, tang lễ theo nghi thức của tước vương, đúc vàng làm tượng.
Năm 1517 thời Lê Chiêu Tông, con Nguyễn Văn Lang là Nguyễn Hoằng Dụ mâu thuẫn với Trần Chân và Trịnh Tuy, hai bên đánh nhau. Hoằng Dụ bị thua, nhưng được Mạc Đăng Dung (dưới quyền Trần Chân) thả cho chạy thoát về Thanh Hóa. Không bắt được Hoằng Dụ, quân Trần Chân đào mả, bới tử thi Nguyễn Văn Lang, chém lấy đầu.

## Gia đình
- Thân phụ: Nguyễn Văn Lỗ
- Anh họ: Nguyễn Văn Lưu, cha của Nguyễn Kim
- Con trai: Nguyễn Hoằng Dụ